# Jaume Llibre
Jaume Llibre i Saló (Barcelona, 1952) es un investigador, matemático, catedrático y conferencista español.

## Biografía
Jaume es licenciado en matemáticas por la Universidad de Barcelona, y doctor en matemáticas por la Universidad Autónoma de Barcelona (UAB). Se desempeña como catedrático universitario en la UAB de 1986 y ha contribuido en el campo de la investigación desde la década de 1970.
Sus contribuciones e investigaciones se centran en diversas áreas, entre ellas, los sistemas dinámicos continuos y discretos, la teoría cualitativa de las ecuaciones diferenciales, las órbitas periódicas, y la integrabilidad. Lidera un grupo importante de matemáticos que trabajan en sistemas dinámicos con centro en la UAB, llamado Grupo de Sistemas Dinámicos. Además, ha contribuido en la ejecución de proyectos de investigación que han sido financiados por el Fondo Nacional de la Investigación Científica y Técnica, organismo adscrito al Ministerio de Educación y Ciencia. Llibre es editor jefe de la revista Qualitative Theory of Dynamical Systems. También es conferencista nacional e internacional y ha sido invitado a encuentros científicos y congresos sobre ecuaciones diferenciales.
Durante su trayectoria como investigador ha publicado más de 800 artículos científicos y 17 libros. Muchas de sus publicaciones aparecen en revistas como American Journal of Mathematics, Communications on Pure and Applied Mathematics, Advances in Mathematics, entre otras. El grupo GSD que lidera «es un referente internacional en la investigación de los sistemas dinámicos». Sus contribuciones e investigaciones se centran en la mecánica celeste, los sistemas hamiltonianos, sistemas dinámicos y la investigación cualitativa enfocada en el área de las ecuaciones diferenciales.

## Premios y distinciones
- 2015: Premio Narcís Monturiol.[8]
- 2009: ICREA Academia award.[9]
- 2002: Miembro de la Real Academia de Ciencias y Artes de Barcelona en la sección de matemática y astronomía.[6]